# Українська національна армія
Укра́їнська націонáльна армія (УНА) — українське збройне формування у складі військ Третього Рейху, створене наприкінці Другої світової війни.

## Історія

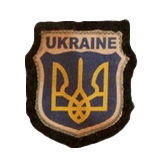
Шеврон УНА (1945 рік)

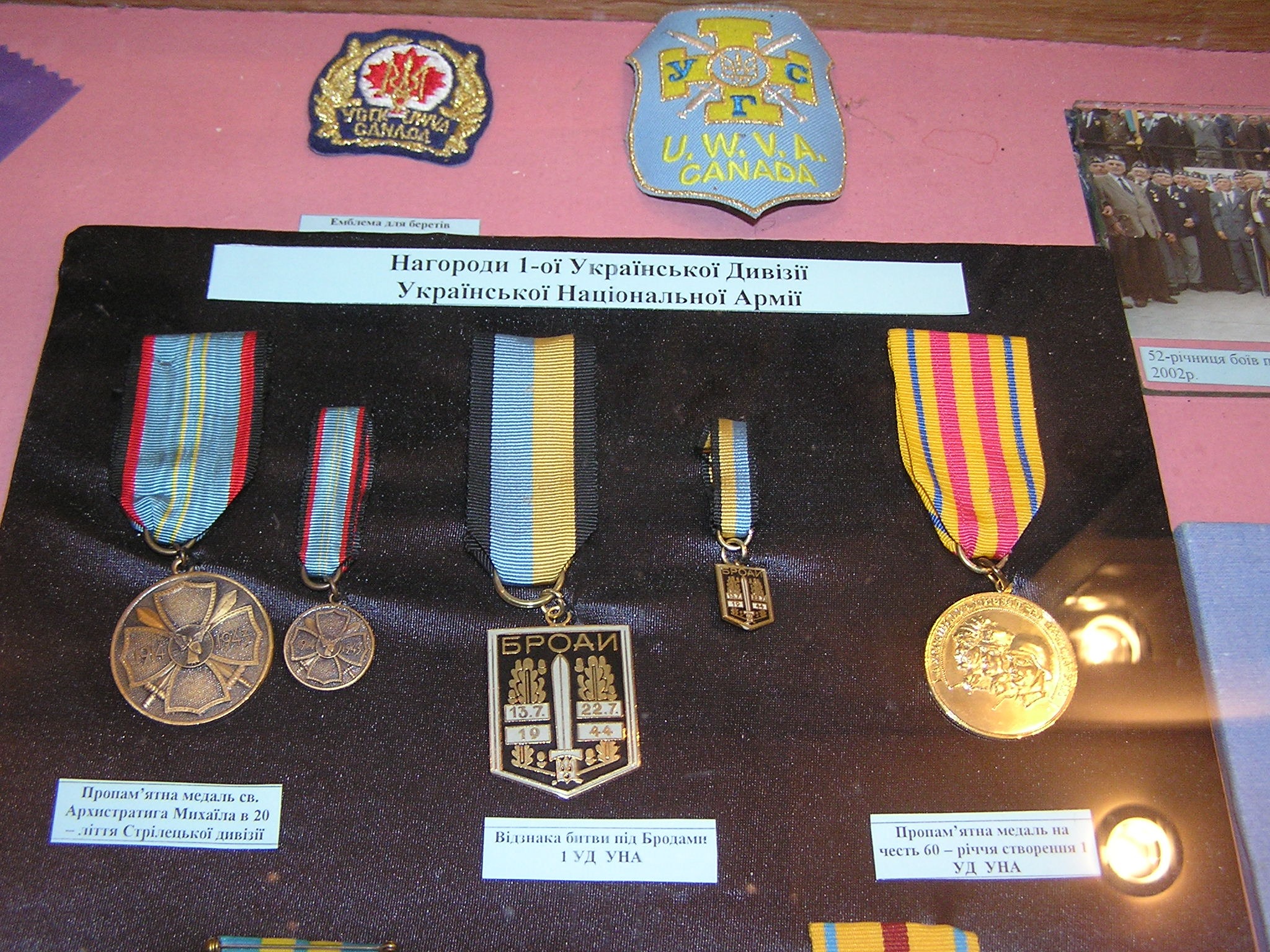
Нагороди 1-ї Української Дивізії Української Національної Армії, експонати музею історії Трускавця

Наприкінці війни Німеччини проти СРСР деякі німецькі урядові кола намагалися включити в цю боротьбу на своїй стороні народи Східної Європи. З цією метою був створений російський Комітет визволення народів Росії та Російська визвольна армія (на чолі з генералом Андрієм Власовим). Коли намагання підпорядкувати йому інші національні організації не вдалися, було створено Український Національний Комітет (УНК) і проголошено організацію УНА.
12 березня 1945 року райхсміністр східних окупованих земель Альфред Розенберґ підтвердив рішення німецького уряду про створення УНК, «як єдиного представника українського народу» та намір зібрати всіх українців, що боролися у складі німецьких збройних сил, в «українську визвольну армію». 17 березня 1945 року Президія УНК (у згоді з президентом Андрієм Лівицьким) призначила командувачем УНА генерала Павла Шандрука, колишнього старшину Армії УНР (він був одночасно і головою УНК), а начальником штабу УНА генерала Аркадія Валійського.
28 березня 1945 року генерал Павло Шандрук склав присягу вояків протитанкової бригади «Вільна Україна» під командуванням полковника Петра Дяченка (1900 вояків) на вірність українському народові. Ця бригада мала б стати зародком 2-ї Української дивізії.
До дивізії Ваффен СС «Галичина» генерал Шандрук прибув на фронт до Австрії і, склавши 25 квітня 1945 року присягу вояків дивізії, формально включив її до складу УНА як 1-шу Українську дивізію (близько 16 000 вояків). До УНА зголосилися ще:
- Вільне Козацтво під командуванням полк. Павла Терещенка (700 вояків);
- 281-ша запасна бригада (5 000) розташована у Данії;
- «група Б» Тараса Бульби-Боровця (50 вояків)[1];
- два піхотні полки охоронної служби (2 000 вояків), які служили в Бельгії та Голландії;
- три курені польової жандармерії;
- відділ зенітної артилерії (юнаків).

Вже не було часу охопити в УНА вояків Українського визвольного війська, в якому було близько 75 000 українців. У всіх частинах, підлеглих Oberkommando des Heeres, було 220 000 українців.

## Пам'ять

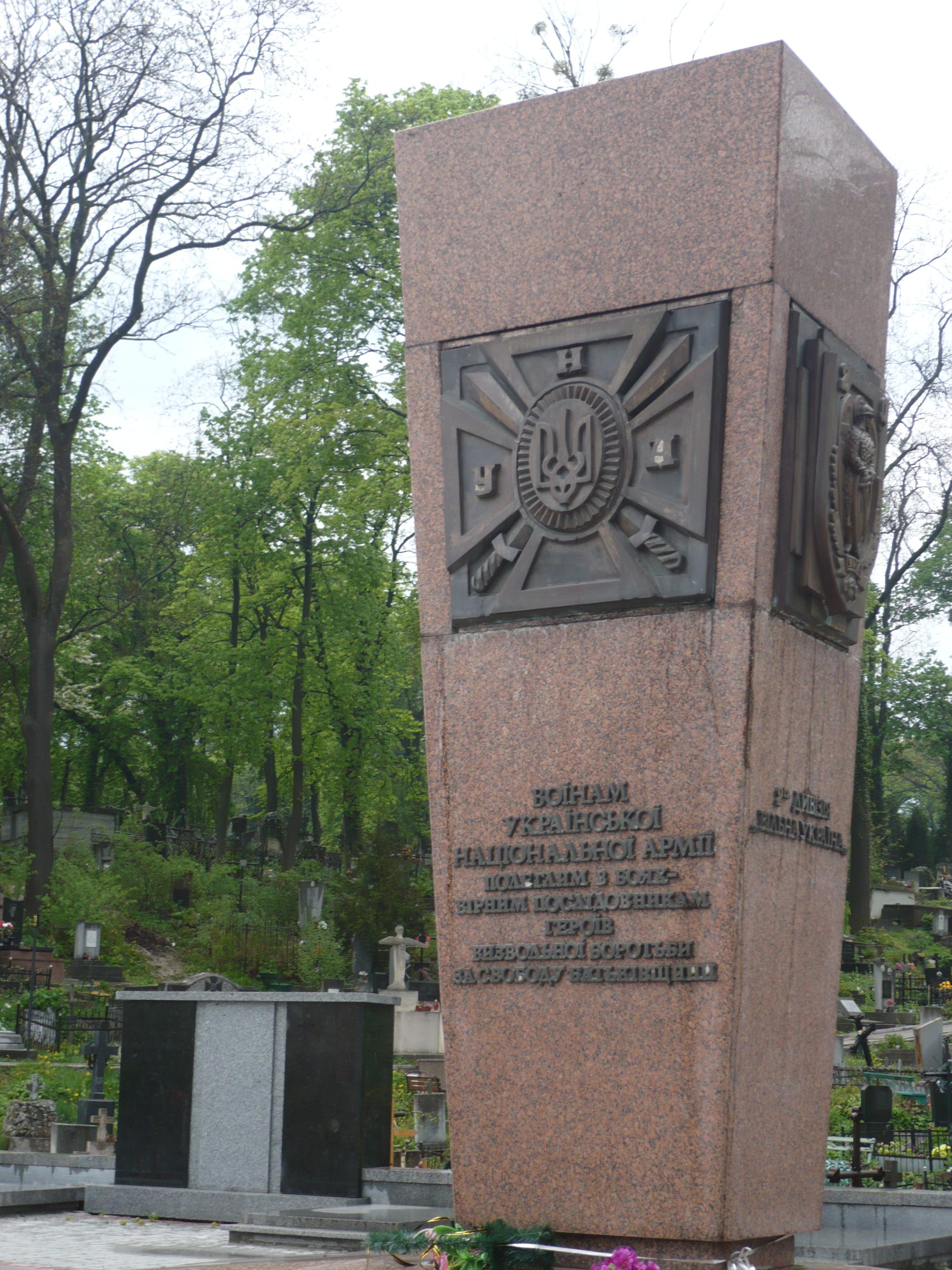

- Пам'ятник Воїнам Української Національної Армії, полеглим у боях (Личаківський цвинтар, Львів).